# 百物語

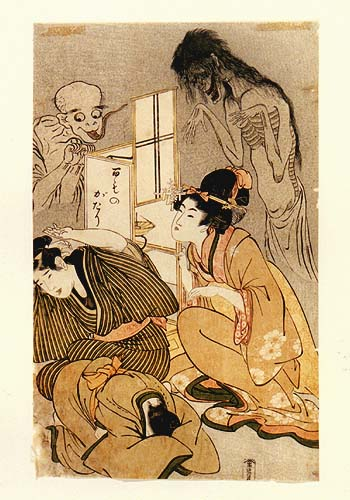
喜多川歌麿筆

百物語（ひゃくものがたり）は、日本の伝統的な怪談会のスタイルのひとつである。怪談を100話語り終えると、本物の物の怪が現れるとされる。起源は不明だが、主君に近侍して話し相手を務めた中世の御伽衆に由来するとも、武家の肝試しに始まったとも言われている。
こうした怪談を集めた本も多く刊行されており、延宝5年（1677年）の『諸国百物語』、宝永3年（1706年）の『御伽百物語』、享保17年（1732年）の『太平百物語』などが知られている。怪談文学と称され、室町時代に始まり、江戸時代に一種のブームになったという。
最後に現れる怪異は必ずしも邪悪なものとは限らず、天井から餅が降ってくる、小判が降ってくる、最後まで残った一人が立身出世したなど、百物語の結果がハッピーエンドとなる昔話がいくつも存在している。
現代では森鷗外の作品に同名の小説があるほか、手塚治虫、杉浦日向子の作品にも同名の漫画がある。『妖怪百物語』という映画も製作された。
また「百物語」の語は、多数のエピソードを集めたとの意味で、「○○百物語」などとしてよく使われる成句となっている。

## 歴史
江戸時代後期の国学者・喜多村信節は、随筆『嬉遊笑覧』のなかで、不寝番である夜伽を務める人々が、その時間を利用して物語を語り合う「巡り物語」が形式上の起源ではないかと考察している。また、折口信夫は、戸内で怖い話を語ることで外部から近寄る魔物に「ここにはもっと怖いものがいるぞ」と思わせた『古屋のもり』という話型が、怪談を語る場の原点にあり、それが百物語という方式へと発展したと述べている。
戦国時代には武士の鍛錬に用いられた真摯な行事であったが、江戸時代に入ると遊戯的で享楽的な性格が加わった。万治・寛文年間は百物語を信じる人が多かったが、延宝年間を境として百物語の信頼性は失われ、貞享・元禄年間になると百物語は遊戯的で享楽的なものとなった。享保年間になると、化け物を実際に見ようと試みる好奇心に基づく遊びとなった。百物語怪談集には、百物語怪談会を背景に成立したという記述があるものの、『御伽百物語』以降、この記述はなくなる。

## 形式
寛文6年（1666年）の浅井了意による仮名草子『伽婢子（おとぎぼうこ）』などによれば、伝統的な形式は以下のようである。
- 新月の夜に数人以上のグループで行う。場所はそのグループの誰かの家、3間の部屋を用いる（2間でもよい）。3部屋の配置はL字型になっていると望ましい。
- 参加者が集まる部屋は無灯。その隣の部屋も無灯。いちばん奥まった部屋に100本の灯心を備えた行灯と、文机の上に鏡を置く。行灯には青い紙を張る。
- 参加者は青い衣をまとい、帯刀せず入室する。その他の危険物も部屋からは除去する（魔よけのために刀を飾るという流儀もあったという）。
- 怪談を1話かたり終えたら、手探りで隣の部屋を通って行灯のある部屋に行く。そこで灯心を1本引き抜いて消し、自分の顔を鏡で見、元の部屋にもどる。その間もグループは話を続けてよい。
- ここで語られる怪談は、現在でいう幽霊や妖怪が登場する怪談ではなく、いわゆる不思議話・因縁話などでもよい。

これを続け、100話目を語り終え、灯心がすべて引き抜かれて真の闇が訪れたときに、なんらかの本物の怪が現れるとされる。実行する際には、99話でやめ、朝を待つという。これは「怖いもの見たさ」ならぬ「怖い話聞きたさ」ゆえのひとつのレクリエーションでもあるため、本当に怪がおこっては困るからだと推測される。
江戸時代末期からは、行灯（灯心）の代わりに蝋燭を用い、それを怪談会の行われる部屋の真ん中に設置し、実際に百話を語る会などが催されるようになったという。また、本物の怪の具体例として青行燈が現れるとするものなどもある。100話を語り終えた際、または会の途中に実際に怪が現れたとの記録も書物には残されているが、真偽の程は定かでない。
現実問題として、「1話5分で語り終えても休みなしで8時間以上に渡る長丁場語れば、夜が明けてしまうのでは？」というような側面から疑問を呈されることもあり、実際にこのような形式の怪談会がどの程度行われていたのかの実態は不明である。

## 季語
季語としての百物語（ひゃくものがたり）は、夏の季語である。現代俳句協会が『現代俳句歳時記』でこの語を採録しているが、他の歳時記で採録しているものは少ない。
同じく、『現代俳句歳時記』は「幽霊（ゆうれい）」も夏の季語として採録しているが、これも他の歳時記で採録しているものは少ない。